# 즈엉딘응에
양정예(楊廷藝)는 오대십국 시대 안남의 호족이다. 베트남어로는 즈엉딘응에(베트남어: Dương Đình Nghệ, 874년 ~ 937년) 혹는 즈엉지엔응에(Dương Diên Nghệ)라고 불리며 베트남 즈엉조를 세운 제1대 군주(재위: 931년 ~ 937년)이다. 절도사로 칭하며, 양정공(베트남어: Dương Chính Công / 楊正公)으로 불리기도 했으며, 이후 응오 왕조(吳朝)를 세운 오권(吳權)의 장인이기도 하다.

## 생애
애주(愛州, 현재의 타인호아) 출신의 호족이다. 10세기 초반에 안남의 정해군 절도사를 칭했다 곡호(曲顥) 휘하의 장군이 되었다. 930년 곡호의 아들 곡승미가 남한의 이수애, 양극정과의 싸움에서 군대는 패퇴당하고 포로로 잡힌다. 931년 12월, 남한을 배경으로 하여 자립을 하였다. 양정예는 병력 3000명을 이끌고 대라성을 공략하여 교주자사 이진을 쫓아냈다. 937년 3월, 봉주의 호족인 교공선에게 죽음을 당한다.